# Список послов Великобритании в США
- 1918—1919: Руфус Айзекс, 1-й граф Рединг;
- 1919—1920: Эдуард Грей, виконт Грей Фаллодонский;
- 1920—1924: сэр Окленд Геддес[англ.];
- 1924—1930: Эсме Ховард;
- 1930—1939: Рональд Линдсей;
- 1939—1940: Филип Керр;
- 1940—1946: Эдуард Вуд;
- 1946—1948: Арчибальд Кларк Керр;
- 1948—1952: Оливер Фрэнкс;
- 1953—1956: Роджер Макинс;
- 1956—1961: Гарольд Качча;
- 1961—1965: Дэвид Ормсби-Гор;
- 1965—1969: Патрик Дин;
- 1969—1971: Джон Фримен;
- 1971—1974: Роуленд Баринг, 3-й граф Кромер;
- 1974—1977: Питер Рамсботем;
- 1977—1979: Питер Джей;
- 1979—1982: Николас Хендерсон;
- 1982—1986: Оливер Райт;
- 1986—1991: Энтони Акланд;
- 1991—1995: Робин Ренвик;
- 1995—1997: Джон Керр;
- 1997—2003: сэр Кристофер Мейер[англ.];
- 2003—2007: Дэвид Мэннинг;
- 2007—2012: Найджел Шейнуолд;
- 2012—2015: Питер Уэстмакотт;
- 2016—2019: сэр Ким Даррок;
- 2020—2025: дама Карен Пирс;
- 2025—н. в. Питер Мандельсон.